# 1984 (Rick Wakeman)
1984 is het eerste muziekalbum dat Rick Wakeman opnam voor Charisma Records. Met Genesis, Steve Hackett en Van der Graaf Generator een van de top-platenlabels op het gebied van progressieve rock. Het album is opgenomen in de Morgan Studios in Londen gedurende de maanden februari, maart, april en mei 1981. Diverse bekende zangers verleenden hun medewerking aan dit album.
Rick vond dit een slecht album, een verkeerde band. En bovendien was een conceptalbum in 1981 ook niet meer in de mode. Maar deze gedachten komen waarschijnlijk omdat hij toen zelf niet “goed in zijn vel” zat. Hij was wel te spreken over de bijdragen van Khan en Rice. Liefhebbers van het genre dachten anders over het album; niet een van zijn sterksten, maar ook niet de slechtste. Thema van het album was 1984 van George Orwell. Het album was opgedragen aan de vader van Rick Cyril Fran Wakeman; in het dankwoord werd Danielle Wakeman genoemd, zijn toenmalige vrouw; hij is slechts één jaar met haar getrouwd geweest. Gedurende de tournee na dit album leerde hij Nina Carter kennen, destijds een “page 3”-model.
In 1994 op cd verschenen bij Griffin Music.

## Musici
- zang: Chaka Khan, Kelly Lynch, Steve Harley, Tim Rice en Jon Anderson
- gitaar: Tim Stone
- basgitaar: Steve Barnacle
- toetsinstrumenten: Rick Wakeman
- slagwerk: Frank Ricotti, Tony Fernandez
- saxofoon: Gary Barnacle

## Tracklist
| Nr. | Titel                                      | Duur  |
| --- | ------------------------------------------ | ----- |
| 1.  | 1984 Overture / Wargames (zang Chaka Khan) | 10:57 |
| 2.  | Julie's Song (Julia) (zang Chaka Khan)     | 4:45  |
| 3.  | Hymn (zang Jon Anderson)                   | 3:13  |
| 4.  | The Room (Brainwash)                       | 4:16  |

| Nr. | Titel                                      | Duur |
| --- | ------------------------------------------ | ---- |
| 1.  | Robot Man (zang Chaka Khan en Kenny Lynch) | 3:55 |
| 2.  | Sorry                                      | 3:18 |
| 3.  | No Name (zang Steve Harley)                | 3:06 |
| 4.  | Forgotten Memories                         | 2:57 |
| 5.  | The Proles (zang Tim Rice)                 | 3:32 |
| 6.  | 1984                                       | 6:28 |

- Het was het laatste album van Charisma in deze nummerreeks, ze gingen over op een nieuwe nummering in verband met de nadering van de komst van de compact disc.